# Methanoculleus
En taxonomía, Methanoculleus es un género dentro de Methanomicrobiaceae. Las espeices del género Methanoculleus viven en ambientes marinos y de agua salobre, y son muy comunes en los biorreactores de alcantarillado, aguas residuales y vertederos. A diferencia de otras arqueas, Methanoculleus y unas pocas especies de géneros relacionados pueden utilizar etanol y unos alcoholes secundarios como donadores de electrones para producir metano. Esto tiene implicaciones para la producción de metano como gas de efecto invernadero y las consecuencias con respecto al cambio climático global.

## Otras lecturas

### Artículos de revistas científicas
- Maestrojuan GM; Boone DR; Xun LY; Mah RA et al. (1990). «Transfer of Methanogenium bourgense, Methanogenium marisnigri, Methanogenium olentangyi, and Methanogenium thermophilicum to the genus Methanoculleus gen. nov, emendation of Methanoculleus marisnigri and Methanogenium, and description of new strains of Methanoculleus bourgense and Methanoculleus marisnigr». Int. J. Syst. Bacteriol. 40: 117-122. doi:10.1099/00207713-40-2-117.
- Balch WE; Fox GE; Magrum LJ; Woese CR et al. (1979). «Methanogens: reevaluation of a unique biological group». Microbiol. Rev. 43 (2): 260-296. PMC 281474. PMID 390357.

### Bases de datos científicos
- PubMed
- PubMed Central
- Google Scholar